# Isosturmia intermedia
Isosturmia intermedia là một loài ruồi trong họ Tachinidae.